# ロレンツォ・ティオ
ロレンツォ・ティオ（Lorenzo Tio、1893年4月21日 - 1933年12月24日）は、ニューオーリンズ出身の優れたクラリネット奏者であった。同様に、父のロレンツォ・ティオ・シニア（Lorenzo Tio Sr.、1867年 - 1908年）と叔父のルイス・"パパ"・ティオ（Louis "Papa" Tio、1862年 - 1922年）もそうであった。彼らの奏法（それにはアルバート・システムの楽器、ダブルリップ・アンブシュア、それに柔らかなリードが必要であった）はジャズのソロの発展において独創的で将来の発展に影響を与えた。
3人のティオは、クラシックの音楽理論をラグタイム、ブルース、ジャズのミュージシャンたちにもたらし、ロレンツォ・ジュニアは、やがて自分自身でジャズを演奏するようになった。ロレンツォ・シニアは、"ビッグ・アイ"・ルイス・ネルソン・ドリールを教えた。多くの特筆すべき初期のジャズのリード楽器の奏者たちはロレンツォ・ティオ・ジュニアに習っている。つまり、シドニー・ベシェ、バーニー・ビガード、ジョニー・ドッズ、オマー・シメオン、ジミー・ヌーン、アルバート・ニコラスたちである。
ロレンツォ・ティオ Jr. はオーボエも演奏した。彼は1916年にシカゴでマニュエル・ペレス（Manuel Perez）のバンドに参加し、1918年から1928年までは アーマンド・J・パイロン（Armand J. Piron）のバンドに参加して、パイロン、ベシェ、ジェリー・ロール・モートン、クラレンス・ウィリアムズ（Clarence Williams）らと録音をした。
1933年12月24日、ニューヨークにて心臓病により40歳で亡くなった。同年12月31日、ニューオーリンズに埋葬された。